# Marianne Puglia
Marianne Pascualina Puglia Martinez (La Victoria, Aragua, 26 januari 1985) is een Venezolaans model en schoonheidskoningin.
In 2005 nam Martinez deel aan de Miss Venezuela 2005 verkiezing waarin ze de staat Aragua vertegenwoordigde, ze behaalde een top 10 finale plaats.
In 2006 nam Martinez als Sambil Model Caracas deel aan de Sambil Model Venezuela verkiezingen en won, ze werd gekroond tot Miss Earth Venezuela/Sambil Model Venezuela en volgde daarmee Alexandra Braun Waldeck op die in 2005 de Sambil Model Venezuela en later ook de Miss Earth 2005 verkiezingen won.
Op 26 november 2006 nam Marianne Pascualina Puglia Martinez deel aan de Miss Earth 2006 verkiezing in de Filipijnse hoofdstad Manilla, ze sleepte de Miss Earth-Fire titel in de wacht, een titel die uitgereikt wordt aan de Miss die de 4e plaats behaalt in de verkiezing van Miss Earth.
Martinez nam aan dezelfde Miss Venezuela verkiezing deel als Alexandra Braun Waldeck (Miss Earth 2005), Dominika van Santen (Top Model of the World 2005) en Daniela Di Giacomo (Miss International 2006).